# 6887 Hasuo
6887 Hasuo eller 1951 WH är en asteroid i huvudbältet, som upptäcktes den 24 november 1951 av den franska astronomen Marguerite Laugier i Nice. Den har fått sitt namn efter den japanske amatörastronomen Ryūichi Hasuo.
Asteroiden har en diameter på ungefär 4 kilometer och den tillhör asteroidgruppen Flora.